# 루돌프 카라치올라
오토 빌헬름 루돌프 카라치올라(Otto Wilhelm Rudolf Caracciola, 1901년 1월 30일 ~ 1959년 9월 28일)는 독일의 자동차 경주 선수이다. 포뮬러 원 월드 챔피언십의 전신인 AIACR 유러피언 챔피언십을 3회 우승하였고, 유러피언 힐클라임 챔피언십을 3회 우승했다. 메르세데스-벤츠의 선수로 독일에서 카라치(Caratsch)라는 별명을 얻었고, 빗길에서의 주행 능력으로 레겐마이스터(독일어: Regenmeister, lit. 'Rainmaster')라는 별명 또한 얻었다.
카라치올라는 1920년대 초반 아헨에 있는 파프닐(Fafnir) 자동차 공장의 견습공으로 있으면서 모터사이클과 자동차 경주를 시작했다. 메르세데스-벤츠 소속으로 1930년과 1931년 유러피언 힐클라인 챔피언십을 우승하였고 알파 로메오로 옮겨 1932년 우승을 달성했다. 루이 시롱과 함께 개인 레이싱 팀인 스쿠데리아 C.C를 만들었으나 모나코 그랑프리 연습 주행 중 부상을 당해 휴식을 가졌다. 1934년 메르세데스-벤츠 팀으로 복귀해 1935, 1937년과 1938년 유러피언 챔피언십을 우승했다. 카라치올라는 나치의 준군사조직인 국가사회주의자동차군단(독일어: Nationalsozialistisches Kraftfahrkorps, NSKK)의 회원이 되었으나 나치당의 당원이 되지는 않았다. 제2차 세계대전 전후에 자동차 경주에 복귀하였으나 1946년 인디애나폴리스 500에서 사고로 이탈하였고, 1952년 스위스에서의 복귀도 사고로 좌절되었다.
은퇴 이후에는 메르세데스-벤츠의 영업직으로 근무하며 유럽에 주둔 중인 나토군을 고객으로 하였다. 1959년 간부전으로 카셀에서 사망하였고, 1930년대 초반에 거주했던 스위스에 묻혔다. 카라치올라는 제2차 세계대전 이전의 가장 뛰어난 그랑프리 경주 선수 중 하나로, 독일 그랑프리 6회 우승은 현재도 최다승 기록으로 남아있다.